# Добросовестное использование
Добросо́вестное испо́льзование (англ. fair use) — правовая доктрина в США, которая описывает исключения и ограничения исключительного права, предоставляемого автору творческого произведения законом. В рамках данной доктрины допускается свободное использование защищённых авторским правом материалов при соблюдении определённых условий. Термин fair use применяется лишь в США, однако в некоторых странах с англосаксонской системой права используется похожий термин — «честное использование» (fair dealing).
Добросовестное использование допускается без получения разрешения владельца авторских прав до тех пор, пока оно способствует «прогрессу науки и полезных искусств» (п. 8 раз. 8 ст. 1 Конституции США), что отличается от выдачи официальной лицензии (частной или публичной) на использование объекта авторских прав. Некоторые ограничения авторского права при добросовестном использовании объясняются необходимостью защиты свободы слова и ссылками на Первую поправку к Конституции США. Таким образом, с помощью этой доктрины соблюдается баланс интересов правообладателя произведения и общества, которое заинтересовано в социальной и культурной ценности такого произведения.

## Добросовестное использование в праве США
Правовая концепция «критерий авторского права» (англ. Test copyright) впервые была утверждена в Статуте королевы Анны 1709 года. Так как новый закон не оставлял места несанкционированному воспроизведению контента, защищённого авторским правом, в качестве противовеса суды создали доктрину «добросовестного ограничения прав» (fair abridgment), а позднее и «добросовестного использования» (fair use), в отдельных случаях признающую общественную полезность такой деятельности. В США эта доктрина существовала лишь как элемент общего права вплоть до её включения в статью (Раздел 17 Кодекса США § 107) Закона об Авторском праве от 1976 года:

Несмотря на положения статей Раздел 17 Кодекса США § 106 и Раздел 17 Кодекса США § 106A Закона, добросовестное использование защищённых произведений не является нарушением авторских прав, в том числе не признаются нарушением воспроизведение произведений (в том числе аудиозаписей) в целях критики, комментирования, освещения новостей, обучения (включая размножение для использования в классах), преподавания или научных исследований. При определении того, является ли использование произведения добросовестным в каждом конкретном случае, необходимо принимать во внимание следующие факторы:
1. цель и характер использования, включая вопрос, содержит ли такое использование коммерческий характер или служит некоммерческим образовательным целям;
2. сущность произведения, охраняемого авторским правом;
3. величина и существенность использованной части по отношению ко всему произведению, защищённого авторским правом; и
4. влияние использования на потенциальный рынок или стоимость произведения, защищённого авторским правом.

Добросовестное использование неопубликованного произведения также допускается с учётом изложенных выше факторов.
Оригинальный текст (англ.)Notwithstanding the provisions of sections 106 and 106A, the fair use of a copyrighted work, including such use by reproduction in copies or phonorecords or by any other means specified by that section, for purposes such as criticism, comment, news reporting, teaching (including multiple copies for classroom use), scholarship, or research, is not an infringement of copyright.

In determining whether the use made of a work in any particular case is a fair use the factors to be considered shall include—
(1) the purpose and character of the use, including whether such use is of a commercial nature or is for nonprofit educational purposes;
(2) the nature of the copyrighted work;
(3) the amount and substantiality of the portion used in relation to the copyrighted work as a whole; and
(4) the effect of the use upon the potential market for or value of the copyrighted work.
The fact that a work is unpublished shall not itself bar a finding of fair use if such finding is made upon consideration of all the above factors.

Перечисленные факторы выработаны в ставшем классическим судебном прецеденте по делу «Фолсом против Марша» (Folsom v. Marsh, 9 °F.Cas. 342) 1841, в котором ответчик скопировал 353 страницы с 12-томной биографии Джорджа Вашингтона в целях создания собственной двухтомной работы. Суд отклонил доводы ответчика о добросовестном использовании по следующим мотивам:

Рецензент может добросовестно цитировать оригинальную работу в большом объёме, если его задачей является использование этих цитат для справедливой и разумной критики. С другой стороны, как это видно, если он цитирует самые важные части работы не с целью критики, а с целью замены, использования и обзора первоначальной работы, то такое использование будет считаться пиратством… Вкратце, мы должны всё время … учитывать характер и цели произведённой выборки, количество и объём использованных материалов и степень, в которой это использование может наносить ущерб продажам, служить причиной снижения прибыли, или заменять цели первоначальной работы.

Важно обратить внимание, что эти факторы были внесены как руководящие принципы в статью Раздел 17 Кодекса США § 107, а не представляются исключениями. Эта статья была намеренно сформулирована Конгрессом в законе, но при этом она не заменяет право, созданное на основе судебной практики. Суды по-прежнему вправе рассматривать и другие факторы.

### Цель и характер
Первый фактор ставит вопрос о том, способствует ли данное использование цели Закона об авторском праве, заключающейся в стимулировании творческого обогащения общества, или же имеет целью только замену частей оригинала для, скажем, личной выгоды. Чтобы признать использование добросовестным, следует оценить, как оно способствует развитию знаний или прогрессу искусства, добавляя что-то новое.  Ключевым моментом в этом рассмотрении является степень, в которой это использование является преобразованием, а не производной. Когда Том Форсиз использовал кукол Барби в своём фотопроекте «Цепь питания Барби», компания «Mattel» проиграла дело о нарушении своих авторских прав и прав на торговую марку, потому что работа Форсиза эффективно пародирует саму Барби и ценность, которую она представляет (Mattel Inc. v. Walking Mountain Productions). Однако, когда Джеф Кунс попытался оправдать заимствование фотографии Арта Роджерса «Щенки» для своей скульптуры «Вереница щенков» с помощью той же защиты, основанной на «пародии», он проиграл, поскольку его работа была представлена не как конкретно пародия фотографии Роджерса, а как пародия общества в целом. Это заимствование было признано недостаточно оправданным (см. дело «Арт Роджерс против Джефа Кунса»; собственно Джеф Кунс, используя в своей работе фотографии Арта Роджерса, совершил обыкновенный плагиат). Таким образом, даже если вторичная работа является преобразованием, то это действительно должно быть так.
В приведённом выше законодательстве часть фактора, в которой сказано «в том числе является ли оно коммерческим или некоммерческим образовательным», в последнее время была уменьшена в значимости в некоторых окружных судах, «так как многие, если не все, вторичные работы ищут хотя бы некоторую коммерческую выгоду от их использования» . Важнее то, служит ли это использование хоть одной цели, также упомянутой в приведённом выше законодательстве, так как именно это служит парадигмой «преобразования». Хотя и судья Пьер Леваль оценил первый фактор, как «душу добросовестного использования», он сам по себе не является определяющим. Например, не каждое использование в целях образования защищено правом на добросовестное использование.

## Аналог добросовестного использования в законодательстве России
В связи с тем, что доктрина добросовестного использования родилась в странах общего права, в странах континентального права (в том числе и в России) такой правовой институт отсутствует, но есть близкий по смыслу аналог — свободное использование произведения. Основное различие «добросовестного» и «свободного» использования состоит в том, что в первом случае (США) разрешено абсолютно любое использование произведения, если такое использование является добросовестным; а во втором (Россия) — имеются лишь отдельные строго определённые исключительные случаи, когда произведение можно использовать без разрешения автора и выплаты ему вознаграждения.
Свободное использование произведений регулируется частью четвёртой Гражданского кодекса РФ. В ней приведены следующие случаи свободного использования произведений (объектов авторского права) без согласия правообладателя и без выплаты вознаграждения:
- свободное воспроизведение произведения в личных целях (ст. 1273 ГК);
- свободное использование произведения в информационных, научных, учебных или культурных целях (ст. 1274 ГК);
- свободное публичное исполнение правомерно обнародованного музыкального произведения (ст. 1277 ГК);
- свободное воспроизведение произведения для целей правоприменения (ст. 1278 ГК);
- свободная запись произведения организацией эфирного вещания в целях краткосрочного пользования (ст. 1279 ГК).

Возможно также свободное использование объектов смежных прав в случаях, предусмотренных главой 71 ГК. Например, статья 1325 устанавливает, что, если оригинал или экземпляры правомерно опубликованной фонограммы введены в гражданский оборот на территории Российской Федерации путём их продажи или иного отчуждения, дальнейшее распространение оригинала или экземпляров допускается без согласия обладателя исключительного права на фонограмму и без выплаты ему вознаграждения; и п. 2 ст. 1343 устанавливает, что если исключительное право публикатора на произведение не перешло к приобретателю оригинала произведения, приобретатель вправе без согласия обладателя исключительного права публикатора использовать оригинал произведения способами, указанными в абзаце втором пункта 1 статьи 1291 Гражданского кодекса.
Иные случаи свободного использования объектов смежных прав Кодексом не допускаются.